# The Smell of Apples
The Smell of Apples är Mark Behrs debutroman från 1995. Den handlar om 11-årige Marnus Erasmus som bor i Kapstaden, Sydafrika under 1960-talet.
Mark Behr beskriver den afrikandiska mentaliteten under apartheid ur Marnus perspektiv. Marnus är son till en armégeneral.

## Handling
Marnus Erasmus är en ung pojke som bor med sin familj i Kapstaden i Sydafrika under 1960-talet. Familjen Erasmus är en vit familj i ett land i huvudsak befolkad av färgade människor. Sydafrika styrs av de vita och Marnus far är en viktig armégeneral. 
Marnus är uppfostrad att tro att färgade är andra klassens medborgare då han är indoktrinerad av samhället och sina föräldrars åsikter. Under bokens gång ser vi som läsare att Marnus alla möten med färgade är positiva. Marnus far gillar inte svarta människor eftersom han, hans far och deras familj drevs bort ifrån sina marker till Sydafrika varpå marken blev tvångsköpt av de svarta massorna ifrån Tanganyika. Marnus far tror att de svarta kommer att förgöra samhället som de vita har skapat och att de vita måste förhindra detta genom att kontrollera de afrikanska urinvårnarna. 